# Circuito Alzanese
Le Circuito Alzanese est une course cycliste italienne disputée au mois de septembre à Alzano Scrivia, au Piémont. Elle est organisée par le GS Bassa Valle Scrivia. 
Durant son existence, cette épreuve fait partie du calendrier régional de la Fédération cycliste italienne, en catégorie 1.19. Elle est donc ouverte aux coureurs espoirs (moins de 23 ans) ainsi qu'aux élites sans contrat. 

## Parcours
La course se tient sur une distance de 115 kilomètres avec un circuit d'environ six kilomètres à 19 tours. Son parcours entièrement plat est généralement favorable aux sprinteurs.  

## Palmarès partiel
| Année     | Vainqueur              | Deuxième                | Troisième               |
| --------- | ---------------------- | ----------------------- | ----------------------- |
| 1956      | Giancarlo Martini (it) |                         |                         |
| 1957      | ?                      | ?                       | ?                       |
| 1958      | Amedeo Angiulli        | Augusto Marcaletti      | Romano Merlo            |
| 1959      | Alberto Vescovo        |                         |                         |
| 1960      | Gualtiero Cordani      |                         |                         |
| 1961-1966 | ?                      | ?                       | ?                       |
| 1967      | Pierluigi Bovone       | Franco Mori             | Celestino Vercelli      |
| 1968-1971 | ?                      | ?                       | ?                       |
| 1972      | Carlo Pastorino        | Claudio Manguzzi        | Alessandro Natalon      |
| 1973-1976 | ?                      | ?                       | ?                       |
| 1977      | Stefano Poggianella    |                         |                         |
| 1978      | Sandro Lerici          | Flavio Zappi            | Antonello Colombo       |
| 1979      | Raffaello Bagni        |                         |                         |
| 1980      | Fulvio Gandini         | Remo Gugole             | Giuseppe Rinaldi        |
| 1981      | Gino Stefani           | Enrico Montanari        | Carlo Pagani            |
| 1982      | Giovanni Bottoia       | Giancarlo Ferrari       | Giuseppe Guadagnuzzi    |
| 1983      | Domenico Cavallo       | Mauro Aretuso           |                         |
| 1984      | Sergio Galletto        |                         |                         |
| 1985      | Dario Amadio           |                         |                         |
| 1986      | Valerio Tebaldi        |                         |                         |
| 1987      | Samuele Borille        | Johnny Carera           | Francoi Toia            |
| 1988      | Giuseppe Citterio      |                         |                         |
| 1989      | Federico Paris         | Emanuele Brunazzi       | Gianni Bortolazzo       |
| 1990      | Ivan Cerioli (it)      |                         |                         |
| 1991      | Ivano Zuccotti         |                         |                         |
| 1992      | Mario Radaelli         | Dino Rinaldi            | Silvio Caviglia         |
| 1993      | Sergio Previtali       | Mario Traversoni        | Massimiliano Napolitano |
| 1994      | Mario Traversoni       | Fulvio Frigo            | Ivan Quaranta           |
| 1995      | Alessandro Pozzi (it)  | Luca Mapelli            | Fulvio Frigo            |
| 1996      | Giancarlo Raimondi     | Diego Ferrari           | Marino Zinelli          |
| 1997      | Gabriele Rampollo      | Roberto Giucolsi        | Ivano Zuccotti          |
| 1998      | Luca Paolini           | Alfredo Colombo         | Sebastiano Scotti       |
| 1999      | Morgan Mangili         | Corrado Serina (it)     | Valeriy Zayats          |
| 2000      | Luigi Giambelli        | Roman Luhovyy           | Sebastiano Scotti       |
| 2001      | Marco Bertoletti       |                         |                         |
| 2002      | Paride Grillo          | Daniele Della Tommasina | Marco Menin             |
| 2003      | Paride Grillo          | Danilo Napolitano       | Roman Luhovyy           |
| 2004      | Martino Marcotto       | Alberto Di Lorenzo      | Enrico Rossi            |
| 2005      | Maximiliano Richeze    | Enrico Rossi            | Bruno Bertolini         |
| 2006      | Enrico Rossi           | Gianluca Massano        | Alessandro Cantone      |
| 2007      | Bernardo Riccio        | Giovanni Carini         | Gianluca Massano        |
| 2008      | Anatoliy Pakhtusov     | Roberto Cadei           | Federico Rocchetti      |
| 2009      | Giacomo Nizzolo        | Alberto Gatti           | Giorgio Brambilla       |
| 2010      | Enrico Montanari       | Alberto Gatti           | Marco Zanotti           |
| 2011      | Mirko Tedeschi         | Mirko Nosotti           | Michele Foppoli         |
| 2012      | Niccolò Bonifazio      | Rino Gasparrini         | Stefano Perego          |
| 2013      | Nicolas Marini         | Niccolò Bonifazio       | Jakub Mareczko          |
| 2014      | Giorgio Bocchiola      | Alberto Marengo         | Alfio Locatelli         |
| 2015      | Riccardo Minali        | Luca Pacioni            | Andrei Voicu            |
| 2016,     | Marco Maronese         | Michael Bresciani       | Imerio Cima             |
| 2017      | Giovanni Lonardi       | Luca Mozzato            | Umberto Marengo         |
| 2018      | Cristian Rocchetta     | Leonardo Marchiori      | Nicolò Rocchi           |
| 2019      | Luca Coati             | Enrico Zanoncello       | Michael Belleri         |